# Amédée Servin
Amédée Élie Servin né le 6 septembre 1829 à Paris et mort le 7 mai 1884 à Villiers-sur-Morin est un peintre et graveur français.
Il est le fondateur de la communauté artistique de Villiers-sur-Morin.

## Biographie
Parisien, Amédée Servin est né d'un père mégissier, qui, déçu par l’échec de son fils dans les études, le place en apprentissage chez un tapissier où il apprend à dessiner des cartons. Il entre ensuite aux Beaux-Arts de Paris le 7 avril 1848, présenté par le peintre Michel Martin Drolling. Dans cette école, il a pour camarades des élèves de sa génération, comme Jean-Jacques Henner, Benjamin Ulmann, Paul Baudry. Il fréquente aussi l'atelier de François Édouard Picot.
Il fait ses débuts au Salon de 1850, présente un Intérieur de cour et réside au 18 rue de Bellefond ; par la suite, il y expose régulièrement. En 1855, il y expose trois peintures de paysages inspirées de la Normandie et l'année suivante, il s'inspire de paysages bretons. Il est en contact avec les premiers peintres qui fréquentent Barbizon, où il croise Théodore Rousseau et Jean-François Millet.
Vers 1857, il s'installe à Villiers-sur-Morin, devient l'ami de Jules Grenier (1844-1888), puis en 1860, il y fonde le Cercle artistique de Villiers, et persuade d'autres artistes et écrivains à venir dans ce village. Il commence à produire des paysages inspirés de ce village de Seine-et-Marne, où il demeure jusqu'à sa mort. Il eut pour élève Franck Cinot. 
Des créateurs le rejoignent comme Ernest Boetzel, qui traduit en gravure ses tableaux, ou encore Louis-Alexandre Bouché, Ferdinand Lunel et d'anciens camarades comme Ulmann[Lequel ?]. 
En 1872, il reçoit une médaille au Salon de Paris, un an après avoir perdu son épouse. La galerie parisienne qui le représente est Deforge-Carpentier. Son veuvage le rend triste, sa production diminue.
Son ami Alexandre Falguière sculpta son portrait en buste pour un monument érigé en son honneur à Villiers en 1888,. Servin était surnommé le « maître de la vallée du Morin ».

## Œuvre

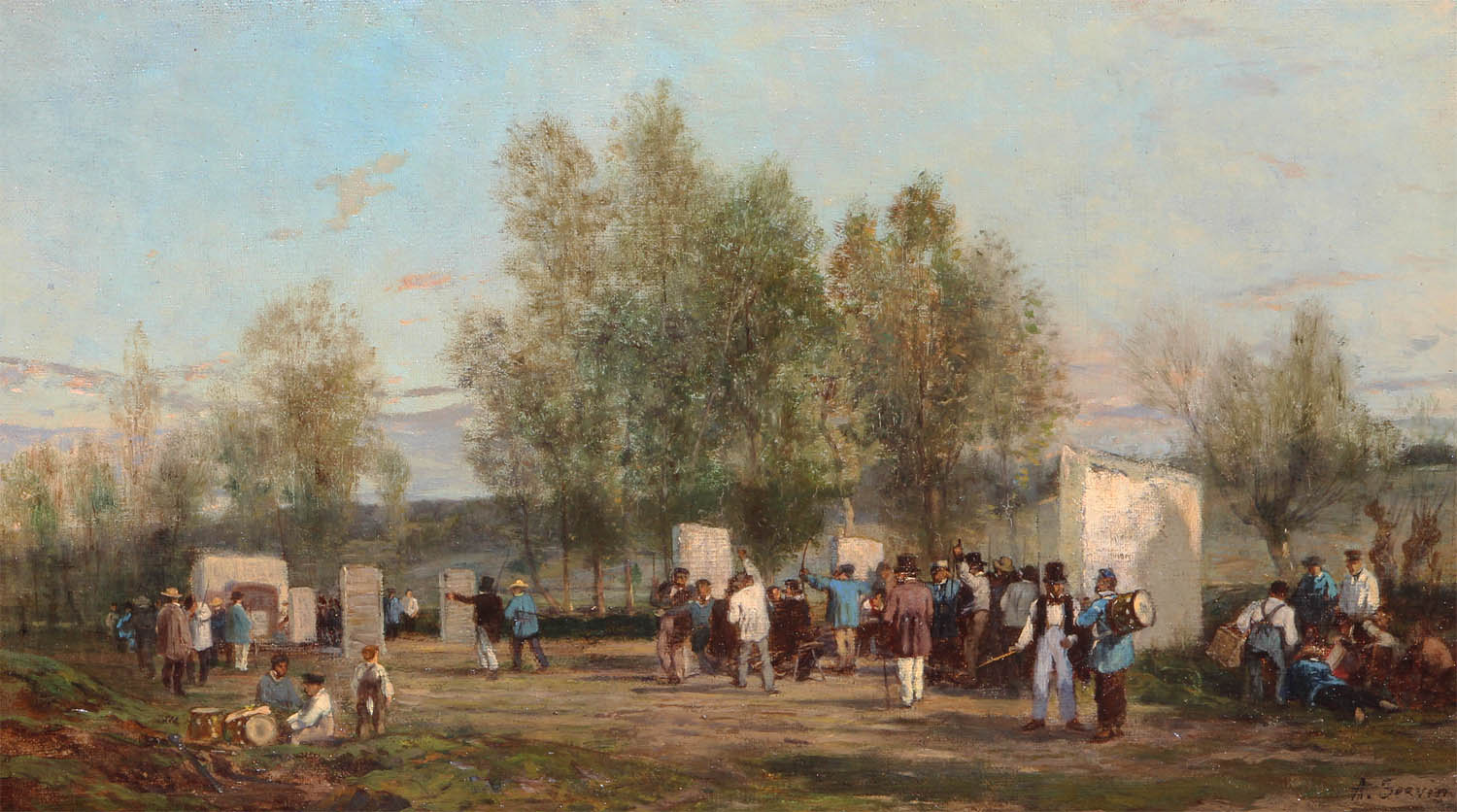
Le Tir à l'arc à Villiers-sur-Morin (vers 1884), présenté à l'exposition universelle de 1900 (toile non localisée).

### Œuvres dans les collections publiques
- Le Mans, musée de Tessé : Intérieur d'étable dans la Brie, Salon de 1865, huile sur toile[10].
- Marseille :
  - musée des Beaux-Arts : Le Moulin Bale à Villiers-sur-Morin, 1872, huile sur toile[11].
  - musée des Civilisations de l'Europe et de la Méditerranée : L'Atelier du menuisier, huile sur toile[12].
- Paris ;
  - musée du Louvre : Bateaux de pêche échoués à marée basse, dans la baie de Somme, 1877, lavis sur papier[13].
  - musée d'Orsay : Le Puits de mon charcutier, intérieur, 1869, huile sur bois[14].

### Estampes
Quelques gravures exécutées par ses soins sont parues dans la Gazette des beaux-arts, dont une d'après Jacques Raymond Brascassat.